# Smuglianka
Smuglianka (rus: Смуглянка 'la noia fosca', de смуглый 'fosc', 'bru'; també Смуглянка-Молдаванка Smuglianka-Moldovanka 'la fosca noia moldava') és una cançó russa escrita l'any 1940 per Iàkov Xvédov amb música d'Anatoli Grigórievitx Nóvikov. Va ser encarregat per l'oficina política del Districte Militar de Kíev com un homenatge a Grigori Kotovski, líder de les dues rebel·lions moldaves a la governació de Bessaràbia contra l'Imperi Rus els anys 1905 i 1915. L'estil de la cançó és el típic de les cançons folklòriques moldaves.
La cançó pretenia homenatjar també les dones partisanes durant la guerra civil russa. La lletra parla de com el cantant es troba una noia bonica collint raïm i prova de seduir-la, de com la noia decideix convertir-se en partisana i convenç al noi d'anar-se'n amb ella també com a partisà.
La cançó no es va incloure dins de la suite perquè va ser considerada massa frívola en aquella època. A principis de la dècada de 1940, les cançons compostes per als soldats del front, havien de parlar de venjança i victòria. Cap al 1942 les modes van canviar i les cançons amb caires més romàntics o lírics van ésser acceptats entre els militars; així que Novikov va decidir de treure de nou la cançó, que va tornar a ser arxivada durant dos anys més. No va ser fins un parell d'anys més tard que la cançó va ser representada pel cor Aleksàndrov amb Nikolai Ustínov com a solista; va ser l'any 1944 durant el concert Txaikovski celebrat a Moscou. La cançó va esdevenir un gran èxit; el cor va haver de repetir fins a tres cops la cançó pel requeriment del públic.
La Smuglianka va ser emprada també en la pel·lícula soviètica Només els homes grans van a la guerra (В бой идут одни "старики") estrenada l'any 1973. Durant la pel·lícula, un jove pilot ensenya la cançó al seu esquadró, el qual s'acaba autodenominant la «noia fosca».

## Lletra
| Rus (ciríl·lic) Как-то летом, на рассвете, Заглянул в соседний сад. Там смуглянка-молдаванка Собирает виноград. Я бледнею, я краснею, Захотелось вдруг сказать: – Станем над рекою Зорьки летние встречать! Припев × 2: Раскудрявый клён зелёный – лист резной. Я влюблённый и смущённый пред тобой. Клён зелёный, да клён кудрявый, Да раскудрявый, резной. А смуглянка-молдаванка Отвечала парню в лад: – Партизанский, молдаванский Собирается отряд. Нынче рано партизаны Дом покинули родной. Ждёт тебя дорога К партизанам в лес густой. Припев × 2: Раскудрявый клён зелёный – лист резной. Здесь у клёна мы расстанемся с тобой. Клён зелёный, да клён кудрявый, Да раскудрявый, резной. И смуглянка-молдаванка По тропинке в лес ушла. В том обиду я увидел, Что с собой не позвала. О смуглянке-молдаванке Часто думал по ночам … Вдруг свою смуглянку Я в отряде повстречал. Припев × 2: Раскудрявый клён зелёный – лист резной. Здравствуй, парень, мой хороший, мой родной! Клён зелёный, да клён кудрявый, Да раскудрявый, резной. | Rus (pronunciació) Kak-to letom, na rassvete Zaglianul v sosedniy sad. Tam smuglianka-moldavanka Sobirayet vinograd. Ia bledneyu, Ia krasneiu, Zakhotelos vdrug skazat: Stanem nad rekoyu Zorki letniye vstrechat! Tornada x2: Raskudriavy klion zelyony, list reznoy, Ia vliublenny i smushchenny pred toboy Klen zelyony, da klen kudriavy, Da raskudriavy, reznoy! A smuglianka-moldavanka Otvechala parnyu v lad: — Partizanski, moldavanskii Sobiraetcya otriad. Nynche rano partizany Dom pokinuli rodnoy. Zhdiot tebia doroga K partizanam v les gustoy. Tornada x2: Raskudriavy klion zelyony, list reznoy, Zdies u kliona mij rastanemcya s toboy, Klen zelyony, da klen kudriavy, Da raskudriavy, reznoy! I smuglianka-moldavanka Po tropinke v les ushla. V tom obidu ia uvidel, Shto s soboj ne pozvala. O smuglianke-moldavanke Chasto dumal po nocham... Vdrug svoyu smuglianku Ia v otriade povstrechal. Tornada x2: Raskudriavy klion zelyony, list reznoy, Zdrastvuy, paren, moi khoroshi, moi rodnoy! Klen zelyony, da klen kudriavy, Da raskudriavy, reznoy! | Català Una albada d'estiu, Vaig mirar al jardí del costat. Allà vaig veure-hi la fosca noia moldava Mentre collia raïm. Em vaig posar vermell, i em vaig quedar pàl·lid Tot d'una vaig voler dir-li: "Anem cap al riu per donar la benvinguda a aquesta albada d'estiu!" Tornada × 2: L'auró verd és espès, i les seves fulles estan tallades. Estic enamorat i m'avergonyeixo davant teu. L'auró és verd, i espès, Sí, espès i tallat. Però la fosca noia moldava Li va dir al noi jove armoniosament: "Una esquadra de partisans moldaus Són a punt per reunir-se. Avui ben d'hora, els partisans S'aixequen i deixen enrere les seves llars. El camí t'espera a tu, Cap als partisans, al bosc profund." Tornada × 2: L'auró verd és espès, i les seves fulles estan tallades. Aquí, en aquest arbre, ens separarem. L'auró és verd, i espès, Sí, espès i tallat. Així, la fosca noia moldava Desapareix bosc endins. I em vaig ofendre en veure Que no em cridava amb ella. I amb la fosca noia moldava he pensat sovint a les nits … De cop i volta la fosca noia moldava Vaig tornar a veure al batalló! Chorus × 2: L'auró verd és espès, i les seves fulles estan tallades. Hola noi, el meu bon company, el meu estimat. L'auró és verd, i espès, Sí, espès i tallat. |